# Cantonul Saint-Ambroix
Cantonul Saint-Ambroix este un canton din arondismentul Alès, departamentul Gard, regiunea Languedoc-Roussillon, Franța.

## Comune
- Allègre-les-Fumades
- Bouquet
- Courry
- Le Martinet
- Les Mages
- Meyrannes
- Molières-sur-Cèze
- Navacelles
- Potelières
- Saint-Ambroix (reședință)
- Saint-Brès
- Saint-Denis
- Saint-Florent-sur-Auzonnet
- Saint-Jean-de-Valériscle
- Saint-Julien-de-Cassagnas
- Saint-Victor-de-Malcap